# John Jesus Flanagan
John Joseph Flanagan (28 de gener 1868 - 3 de juny 1938) fou un atleta dels Estats Units, irlandès de naixença, especialista en llançament de martell.
John Jesus Flanagan nasqué a Kilbreedy, Comtat de Limerick, Irlanda el 28 de gener de 1868. Emigrà als Estats Units el 1896. En aquests anys ja havia establert el rècord del món en llançament de martell. Defensà els colors dels clubs New York Athletic Club i Irish American Athletic Club.
Als Jocs de París 1900 guanyà la seva primera medalla d'or en llançament de martell, representant el seu país adoptiu, i fou setè en llanllament de disc. A St. Louis 1904 repetí la medalla d'or en martell (rècord del món amb 168 peus, una polzada) i a més guanyà la d'argent en llançament de pes de 56 lliures. Finalment, a Londres 1908, guanyà el seu tercer or en martell, establint un nou rècord del món amb 170 peus, 4,5 polzades. John Flanagan també competí en joc d'estirar la corda. El 24 de juliol de 1909, Flanagan establí el seu darrer rècord del món amb 56,18 metres.
Flanagan retornà a Kilmallock, Comtat de Limerick, República d'Irlanda on morí el 3 de juny de 1938.